# Royal Borough of Kingston upon Thames

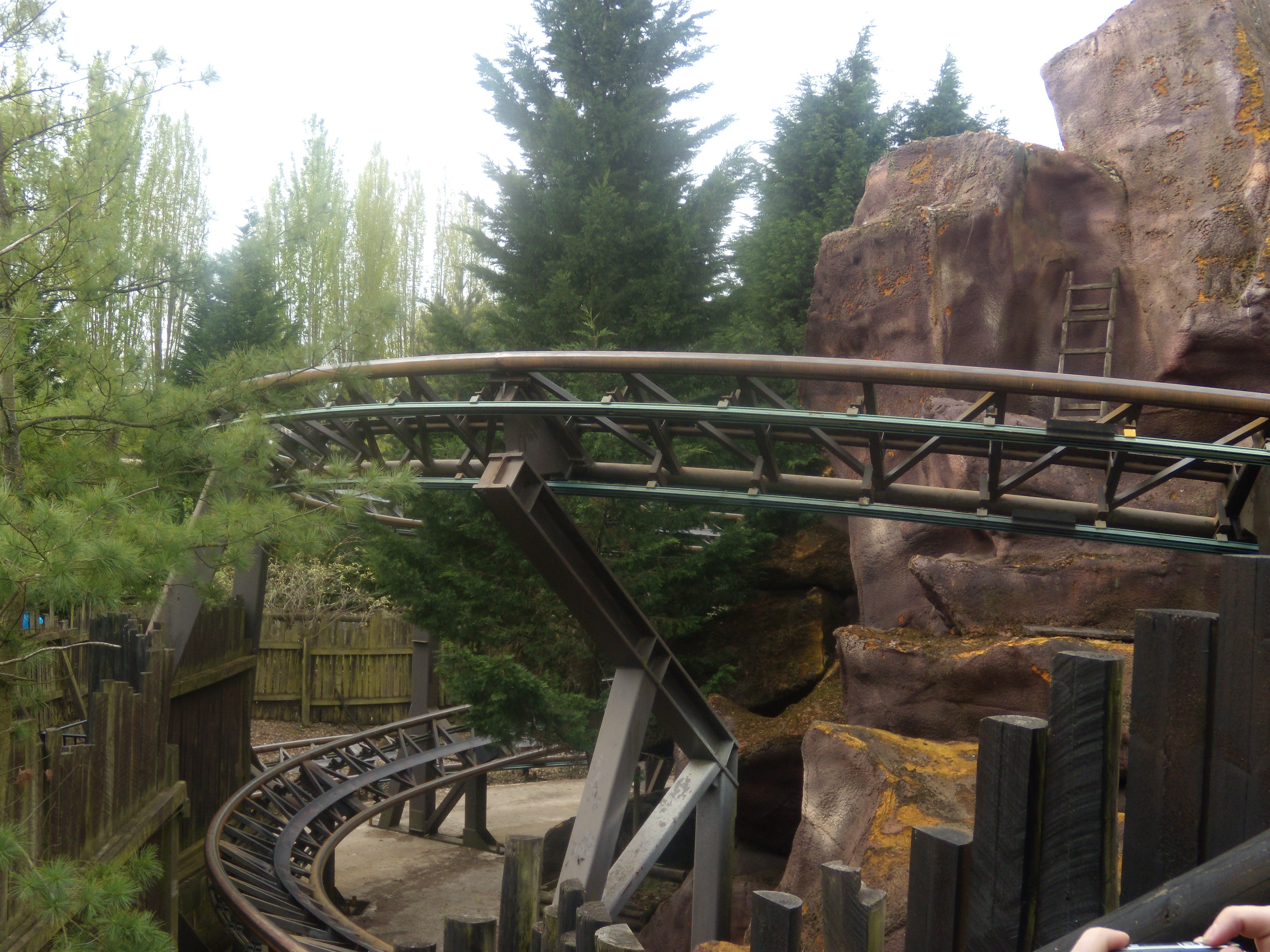
Chessington World of Adventures

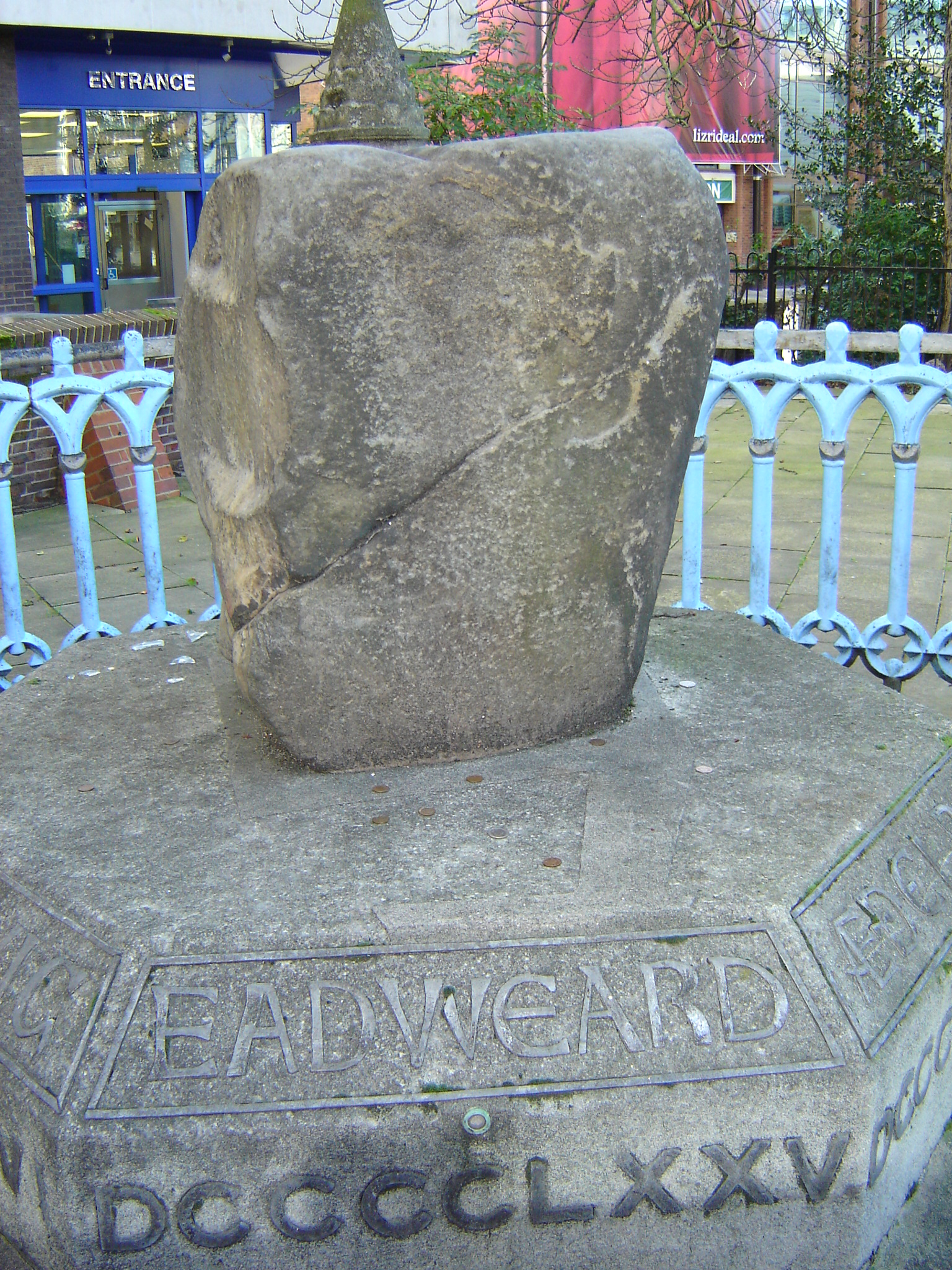
Kamień Koronacyjny

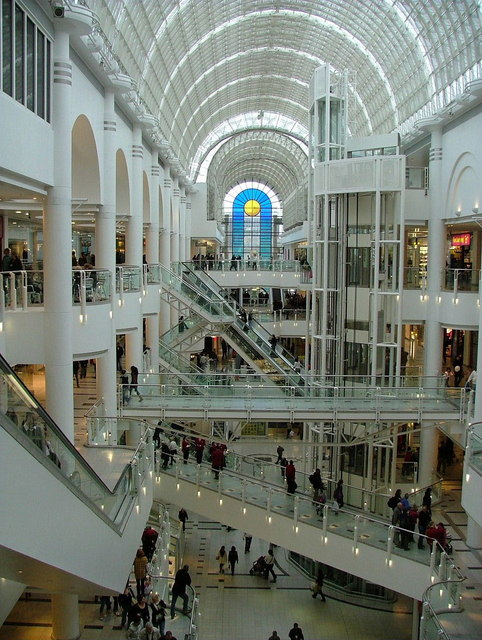
Bentall Shopping Centre

Royal Borough of Kingston upon Thames – jedna z 32 gmin Wielkiego Londynu położona w jego południowo-zachodniej części. Wraz z 19 innymi gminami wchodzi w skład tzw. Londynu Zewnętrznego. Władzę stanowi Rada Gminy Kingston upon Thames (ang. Kingston upon Thames Council).

## Historia
Gminę utworzono w 1965 roku na podstawie ustawy London Government Act 1963 z obszarów Kingston upon Thames (ang. Municipal Borough of Kingston upon Thames)  utworzonego w 1835 roku (posiadała on jednocześnie status królewskiej – ang. Royal Borough) oraz Malden and Coombe (ang. Municipal Borough of Malden and Coombe) i Surbiton (ang. Municipal Borough of Surbiton) utworzonych w 1936 roku.
W X wieku była miejscem koronacji siedmiu królów (Edwarda Starszego w 900, Athelstana w 925, Edmunda I w 939, Edreda w 946, Edwina w 956, Edwarda Męczennika w 975 i Ethelreda II Bezradnego w 979), czego pamiątką jest stojący przed ratuszem Kamień Koronacyjny.
W latach 1912–1920 na terenie Kingston upon Thames działała brytyjska wytwórnia lotnicza Sopwith Aviation Company, a następnie od 1920 roku Hawker Aircraft z której powstała w 1935 roku wytwórnia Hawker Siddeley produkująca m.in. samoloty Hurricane i Harrier.

## Geografia
Gmina Kingston upon Thames ma powierzchnię 37,25 km², graniczy od północnego zachodu z Richmond upon Thames, od północnego wschodu z Wandsworth, od wschodu z Merton i Sutton, zaś od południa kolejno  z dystryktami Elmbridge, Mole Valley i Epsom and Ewell w hrabstwie Surrey.
W skład gminy Kingston upon Thames wchodzą następujące obszary:
| - Berrylands - Chessington - Coombe - Hook - Kingston upon Thames - Kingston Vale - Malden Rushett | - Motspur Park - New Malden - Norbiton - Old Malden - Seething Wells - Surbiton - Tolworth |

Gmina dzieli się na 16 okręgów wyborczych, których zasięg nie pokrywa się dokładnie z podziałem na obszary, zaś mieszczą się w dwóch rejonach tzw. borough constituencies – Kingston and Surbiton i Richmond Park.
| - Alexandra (Kingston and Surbiton) - Berrylands (Kingston and Surbiton) - Beverley (Kingston and Surbiton) - Canbury (Richmond Park) - Chessington North & Hook (Kingston and Surbiton) - Chessington South (Kingston and Surbiton) - Coombe Hill (Richmond Park) - Coombe Vale (Richmond Park) | - Grove (Kingston and Surbiton) - Norbiton (Kingston and Surbiton) - Old Malden (Kingston and Surbiton) - St James (Kingston and Surbiton) - St Mark's (Kingston and Surbiton) - Surbiton Hill (Kingston and Surbiton) - Tolworth & Hook Rise (Kingston and Surbiton) - Tudor (Richmond Park) |

## Demografia
W 2011 roku gmina Kingston upon Thames miała 160 060 mieszkańców.
Podział mieszkańców według grup etnicznych na podstawie spisu powszechnego z 2011 roku:
| - Biali Brytyjczycy: 101 015 (63,1%) - Biali Irlandczycy: 2718 (1,7%) - Irish Travellers: 95 (0,1%) - Pozostali biali: 15 391 (9,6%) - Mieszani Karaibowie: 1238 (0,8%) - Mieszani Afrykanie: 700 (0,4%) - Mieszani Azjaci: 2500 (1,6%) - Pozostali mieszani: 1831 (1,1%) - Hindusi: 6325 (4,0%) | - Pakistańczycy: 3009 (1,9%) - Banglijczycy: 892 (0,6%) - Chińczycy: 2883 (1,8%) - Pozostali Azjaci: 13 043 (8,1%) - Czarni Afrykanie: 2616 (1,6%) - Czarni Karaibowie: 1027 (0,6%) - Pozostali czarni: 378 (0,2%) - Arabowie: 2439 (1,5%) - Pozostałe grupy etniczne: 1960 (1,2%) |

Podział mieszkańców według wyznania na podstawie spisu powszechnego z 2011 roku:
- Chrześcijaństwo –  52,9%
- Islam – 5,9%
- Hinduizm – 4,7%
- Judaizm – 0,5%
- Buddyzm – 1,1%
- Sikhizm – 0,8%
- Pozostałe religie – 0,5%
- Bez religii – 25,7%
- Nie podana religia – 7,9%

Podział mieszkańców według miejsca urodzenia na podstawie spisu powszechnego z 2011 roku:
| - Wielka Brytania (114 820 – 71,74%) - Sri Lanka (3 510 – 2,19%) - Indie (2 840 – 1,77%) - Polska (2 146 – 1,34%) - Irlandia (1 981 – 1,24%) - Południowa Afryka (1 988 – 1,24%) - Niemcy (1 778 – 1,11%) - Pakistan (1 325 – 0,83%) - Iran (1 046 – 0,65%) - Włochy (912 – 0,57%) - Francja (892 – 0,56%) - Stany Zjednoczone (897 – 0,56%) - Chiny (875 – 0,55%) - Kenia (797 – 0,50%) | - Filipiny (735 – 0,46%) - Australia (697 – 0,44%) - Zimbabwe (591 – 0,37%) - Hiszpania (527 – 0,33%) - Portugalia (535 – 0,33%) - Bangladesz (444 – 0,28%) - Litwa (414 – 0,26%) - Nigeria (404 – 0,25%) - Turcja (338 – 0,21%) - Rumunia (265 – 0,17%) - Ghana (231 – 0,14%) - Jamajka (167 – 0,10%) - Somalia (110 – 0,07%) - pozostali (18 795 – 11,74%) |

## Transport

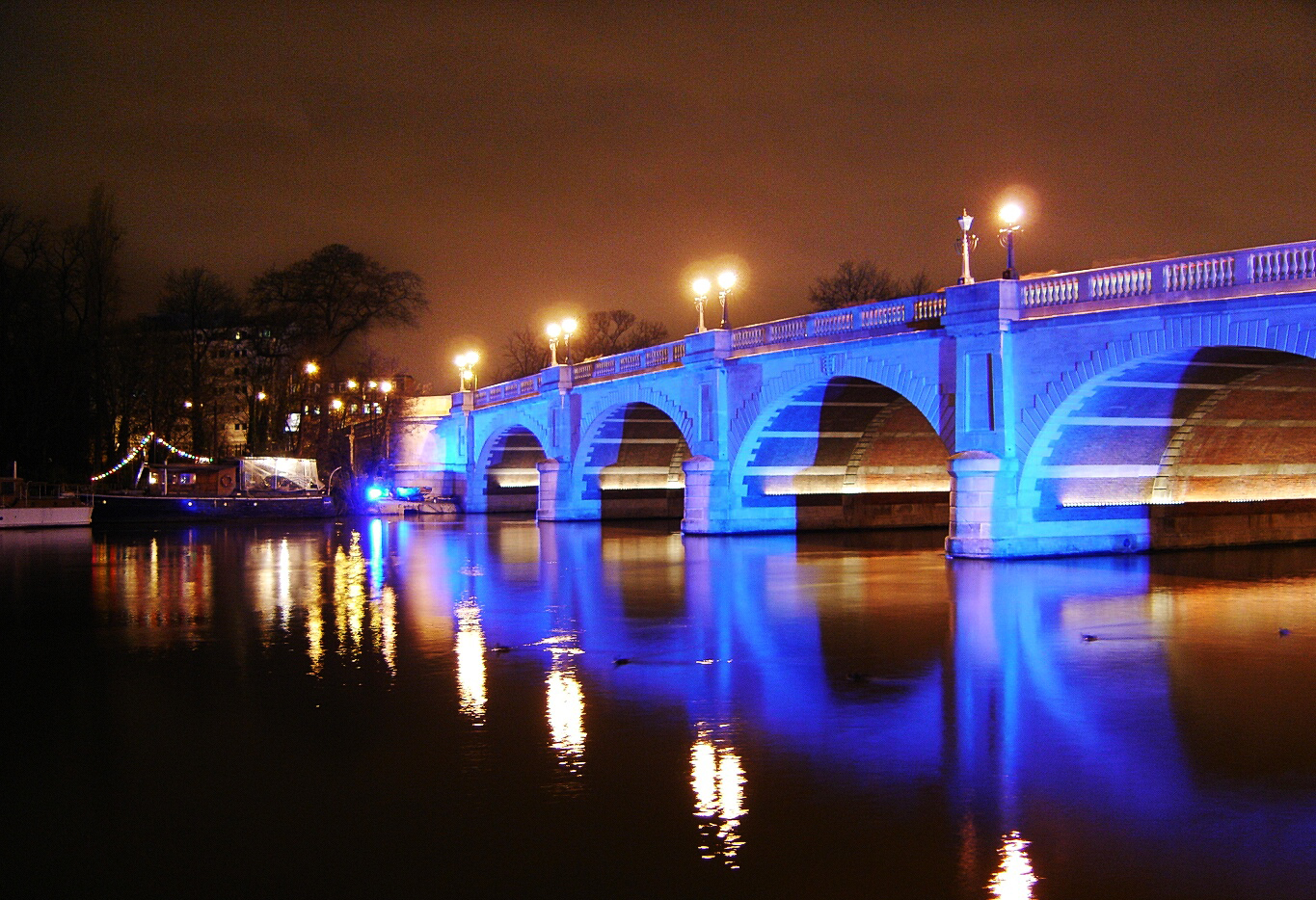
Kingston Bridge

Kingston upon Thames jest jedną z sześciu londyńskich gmin, przez którą nie przebiega ani jedna linia metra. Pasażerskie połączenia kolejowe na terenie gminy obsługuje przewoźnik South West Trains.
Stacje kolejowe:
- Berrylands
- Chessington North
- Chessington South
- Kingston
- Malden Manor
- New Malden
- Norbiton
- Surbiton
- Tolworth
- Worcester Park (na granicy z gminą Sutton)

Mosty:
- Kingston Bridge
- Kingston Railway Bridge

## Miejsca i muzea

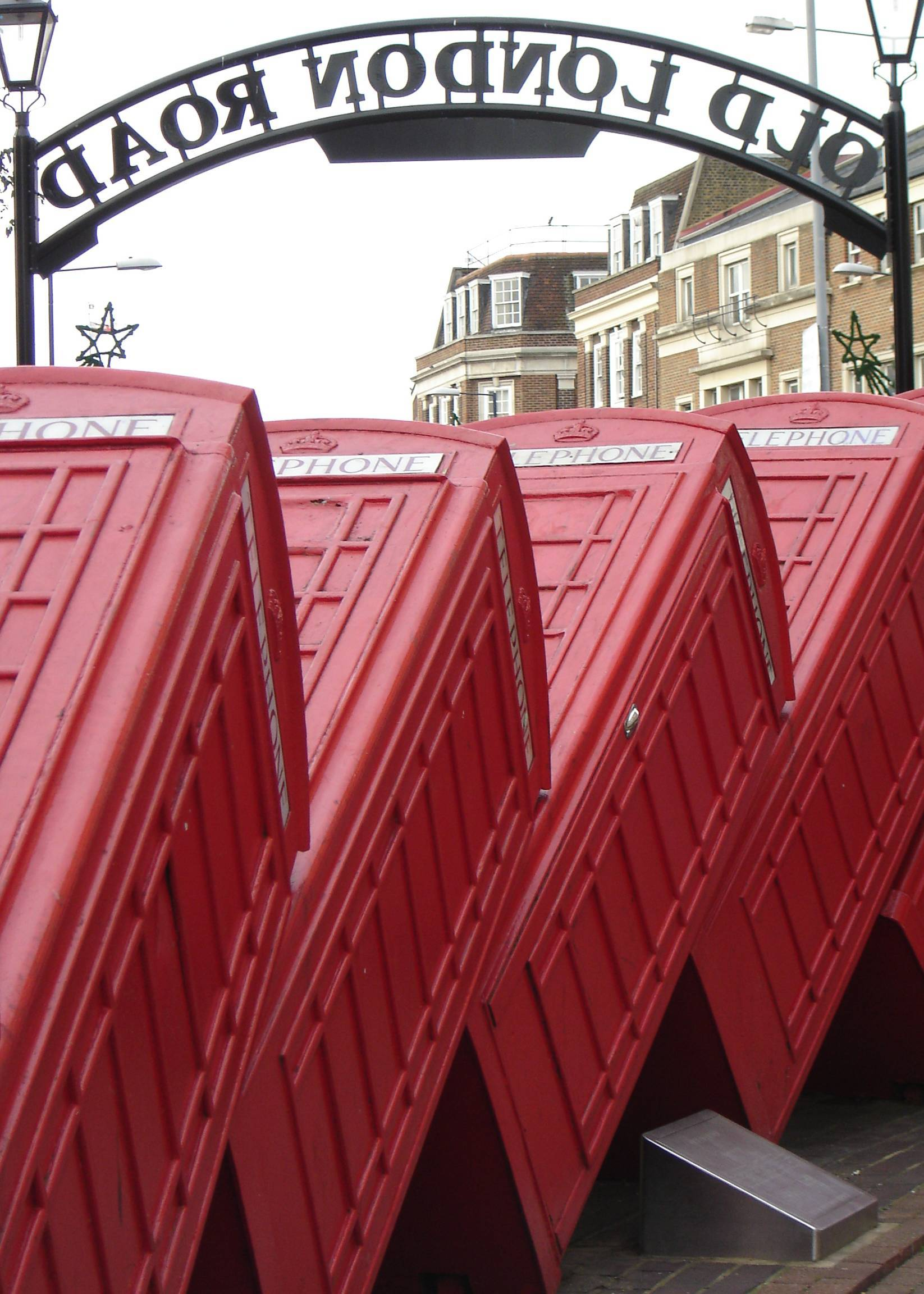
rzeźba „Out of Order”

- Chessington World of Adventures[12]
- Kamień Koronacyjny[13]
- Dorich House Museum[14]
- Kingston Museum[15]
- rzeźba „Out of Order”
- Rose Theatre[16]
- Stanley Picker Gallery[17]
- cornerHOUSE Community Arts Centre[18]
- Old East Surrey Barracks
- Bentall Shopping Centre[19]
- Chessington Golf Centre[20]
- Malden Golf Club[21]
- Coombe Hill Golf Club[22]
- Coombe Wood Golf Club[23]

## Edukacja

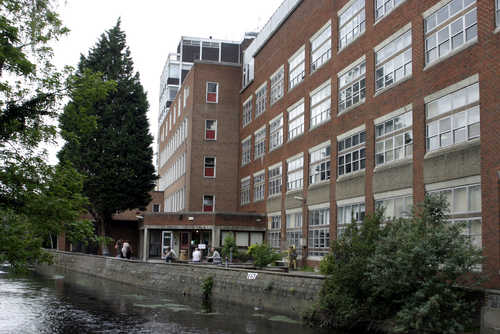
Kingston University (Knights Park Campus)

- Kingston University[24]
- Kingston College[25]
- Hillcroft College[26]
- Chessington Community College[27]
- Coombe Girls’ School[28]
- Southborough High School[29]
- Holy Cross School[30]
- Richard Challoner School[31]
- Tiffin School[32]
- Coombe Boys' School[33]
- Hollyfield School[34]
- Tiffin Girls’ School[35]
- Tolworth Girls’ School[36]
- Kingston Grammar School[37]
- Surbiton High School[38]

## Znane osoby
W Kingston upon Thames urodzili się m.in.
- John Galsworthy – powieściopisarz, nowelista, dramaturg i poeta
- John Cooper – konstruktor samochodów
- Nigel Barley – pisarz i antropolog
- John Martyn – gitarzysta i piosenkarz
- Jonny Lee Miller – aktor
- Eadweard Muybridge – fotograf, jeden z pionierów kinematografii
- Steven Reid – piłkarz
- Tom Rowlands – członek grupy The Chemical Brothers
- Dave Swarbrick – skrzypek folkowy i folkrockowy
- Steven John Wilson – muzyk
- Anthony Caro – rzeźbiarz
- Betty Nuthall – tenisistka
- Tom Holland – aktor